# Anastasiia Kirpichnikova
Anastasiia Kirpichnikova (en russe : Анастасия Дмитриевна Кирпичникова, Anastasia Dmitrievna Kirpitchnikova), née le 24 juin 2000 à Asbest (oblast de Sverdlovsk, Russie), est une nageuse française d'origine russe. Jusqu'en 2022, elle concourt sous la nationalité russe, mais à la suite de l'interdiction pour les athlètes russes de participer à des compétitions internationales, elle se fait naturaliser française le 20 avril 2023. Elle participe aux Jeux olympiques 2024 sous les couleurs de la France, où elle remporte la médaille d'argent du 1 500 m.

## Carrière

### Nageuse russe
Native d'Asbest, Anastasiia Kirpichnikova remporte quatre médailles aux Jeux européens de 2015 à Bakou ; deux médailles d'or en relais 4 × 100 m nage libre et 4 × 200 m nage libre, une médaille d'argent sur 800 m nage libre et une médaille de bronze sur 400 m nage libre.
La même année, elle est médaillée de bronze en relais 4 × 200 m nage libre aux Championnats du monde juniors de natation 2015 à Singapour.
Aux Championnats d'Europe juniors de natation 2016 à Hódmezővásárhely, elle est médaillée de bronze du 400 m nage libre et du relais 4 × 200 m nage libre.
Aux Championnats du monde juniors de natation 2017 à Indianapolis, elle obtient la médaille d'argent du relais 4 × 200 m nage libre, la médaille de bronze du 400 m nage libre et la médaille de bronze du relais mixte 4 × 100 m nage libre. Elle est médaillée de bronze du 800 m nage libre et du relais 4 × 200 m nage libre aux Championnats d'Europe juniors de natation 2017 à Netanya.
Elle est médaillée d'argent des 800 et 1 500 m nage libre et médaillée de bronze du relais 4 × 200 m nage libre aux Championnats d'Europe de natation 2020 à Budapest. Cette année-là, elle est élue nageuse en eau libre de l'année par le magazine américain SwimSwam.
Elle bat à deux reprises en 2021 le record de Russie du 800 m nage libre, lors des championnats d'Europe de Budapest en mai puis lors des séries olympiques. Son temps de 8 min 18 s 77 lui permet de disputer la finale où elle se classe huitième.
Aux Championnats d'Europe de natation en petit bassin 2021 à Kazan, elle remporte trois médailles d'or, sur 400, 800 et 1 500 m nage libre,,. Sur 1 500 m, elle réalise un temps de 15 min 18 s 30, ce qui constitue la deuxième meilleure performance de l'histoire sur la distance, à 29 centièmes du record du monde de l'Allemande Sarah Köhler.

### Nageuse française
À la suite de l'invasion de l'Ukraine par la Russie en 2022, la Fédération internationale de natation décide en mars 2022 d'interdire aux sportifs russes, dont Kirpichnikova, et biélorusses de participer à des compétitions internationales. Voyant sa carrière dans l'impasse et s'entraînant en France, elle envisage alors un changement de nationalité sportive. Ce processus se concrétise l'année suivante. Anastasiia Kirpichnikova est naturalisée française par un décret du 20 avril 2023,.
Deux jours plus tard, elle est troisième du 10 km de l'Open de Martinique derrière Lisa Pou et Océane Cassignol qui sont donc les deux athlètes françaises qualifiées sur cette distance pour les championnats du monde de Fukuoka. Lisa Pou décidant de représenter Monaco, sa place est libérée pour Kirpichnikova qui est également qualifiée sur le 5 km. World Aquatics valide le changement de nationalité sportive d'Anastasiia Kirpichnikova en juin.
Pour ses premiers championnats du monde disputés en tant que Française à Fukuoka, Kirpichnikova se classe tout d'abord 13e du 10 kilomètres en eau libre. Onzième du 5 km, elle participe ensuite aux épreuves en bassin et commence par une 14e place lors des séries du 400 m nage libre. Le 24 juillet, elle bat en série le record de France du 1 500 m nage libre détenu par Laure Manaudou avec un temps de 16 min 00 s 40 et se qualifie pour la finale. Lors de celle-ci, elle se classe quatrième en battant à nouveau le record de France de plus de 11 secondes, le portant ainsi à 15 min 48 s 53.
En octobre, lors des championnats de France en petit bassin d'Angers, elle établit en 15 min 33 s 42 un nouveau record de France du 1 500 m nage libre, battant ainsi le dernier record de France en petit bassin que détenait Laure Manaudou. Elle gagne ensuite le 800 m nage libre en 8 min 14 s 72 puis le 400 m nage libre en 4 min 1 s 30.
En décembre lors des Championnats d'Europe de natation en petit bassin 2023 en Roumanie à Otopeni, elle remporte deux médailles d'or et une médaille d'argent. Elle s'impose tout d'abord le 6 décembre sur 800 m nage libre en 8 min 08 s 48. Puis elle récidive sur la distance supérieure le 8 décembre en conquérant le 1 500 m nage libre en 15 min 20 s 12, nouveau record de France. Enfin le 10 décembre, elle est médaille d'argent sur 400 m nage libre derrière l'Italienne Simona Quadarella, battue à la touche de 6 centièmes de seconde, dans un chrono de 3 min 59 s 56.
Diminuée par une bronchite, elle participe néanmoins aux championnats du monde 2024 de Doha en grand bassin. Qualifiée pour la finale du 1 500 m, elle s'y classe cinquième.
Elle est entraînée par Philippe Lucas à partir de 2019 à Montpellier puis Martigues,.
Elle est qualifiée pour les Jeux olympiques de Paris 2024, où elle remporte la médaille d'argent du 1 500 m en 15 min 40 s 35 derrière l'Américaine Katie Ledecky.
En juin 2024, Anastasiia Kirpichnikova intègre la police nationale en tant que « réserviste opérationnelle », en signant un contrat de deux ans avec l’institution.

## Palmarès

### Jeux olympiques
- Jeux olympiques d'été de 2024 à Paris (France) :
  -  Médaille d'argent du 1 500 m nage libre.

### Championnats du monde
- Championnats du monde en petit bassin 2021 à Abou Dabi (Émirats arabes unis) :
  -  Médaille d'argent du 800 m nage libre.

### Championnat d'Europe
- Championnats d'Europe 2020 à Budapest (Hongrie) :
  -  Médaille d'argent du 800 m nage libre.
  -  Médaille d'argent du 1 500 m nage libre.
  -  Médaille de bronze au titre du relais 4 × 200 m nage libre mixte.

- Championnats d'Europe en petit bassin 2021 à Kazan (Russie) :
  -  Médaille d'or du 400 m nage libre.
  -  Médaille d'or du 800 m nage libre.
  -  Médaille d'or du 1 500 m nage libre.

- Championnats d'Europe en petit bassin 2023 à Otopeni (Roumanie)
  -  Médaille d'or du 800 m nage libre
  -  Médaille d'or du 1 500 m nage libre
  -  Médaille d'argent du 400 m nage libre

### Championnats du monde juniors
- Championnats du monde 2015 à Singapour :
  -  Médaille de bronze au titre du relais 4 × 200 m nage libre.

- Championnats du monde 2017 à Indianapolis (États-Unis) :
  -  Médaille d'argent au titre du relais 4 × 200 m nage libre.
  -  Médaille de bronze du 400 m nage libre.
  -  Médaille de bronze au titre du relais 4 × 100 m nage libre[25].

### Championnats d'Europe juniors
- Championnats d'Europe 2016 à Hódmezővásárhely (Hongrie) :
  -  Médaille de bronze du 400 m nage libre.
  -  Médaille de bronze au titre du relais 4 × 200 m nage libre.

- Championnats d'Europe 2017 à Netanya (Israël) :
  -  Médaille de bronze du 800 m nage libre.
  -  Médaille de bronze au titre du relais 4 × 200 m nage libre.

### Championnats de France
- Championnats de France 2023 à Rennes :
  -  Médaille d'or du 400 m nage libre.
  -  Médaille d'or du 800 m nage libre.
  -  Médaille d'or du 1 500 m nage libre.

- Championnats de France en petit bassin 2023 à Angers :
  -  Médaille d'or du 400 m nage libre.
  -  Médaille d'or du 800 m nage libre.
  -  Médaille d'or du 1 500 m nage libre.

- Championnats de France 2024 à Chartres :
  -  Médaille d'or du 400 m nage libre.
  -  Médaille d'or du 1 500 m nage libre.
  -  Médaille d'argent du 200 m nage libre.

## Distinctions

### Décoration
- Chevalier de l'ordre national du Mérite (2024)[26]